# Aleksandr Silayev
Aleksandr Silayev (em russo:  Александр Павлович Силаев, Moscovo, 2 de abril de 1928 — Moscovo, 31 de dezembro de 2005) foi um canoísta de velocidade russo na modalidade de canoagem.

## Carreira
Foi vencedor da medalha de prata em C-1 1000 m em Roma 1960.